# Хронологија инвазије Русије на Украјину (јун 2024)
Овај чланак обухвата дешавања која су се догодила у јуну 2024. године, за време инвазије Русије на Украјину.

## Хронологија

### 1. јун
Руска војска напала је рано јутрос енергетска постројења у пет региона Украјине, саопштио је украјински министар енергетике Украјине Герман Галушченко. Према његовим речима, нападнути су енергетски објекти у Запорошкој, Дњепропетровској, Доњецкој, Кировоградској и Ивано-Франковској области.
Украјински министар је рекао да се последице напада утврђују и да се ради на њиховом отклањању. Наводи се да је напад изведен стратешким бомбардерима Ту-95МС и ракетама "калибар".
Руске снаге заузеле око 752 квадратна километра украјинске територије од почетка ове године, тврди Институт за проучавање рата. Према прелиминарним проценама Института, руске снаге су заузеле око 516 квадратних километара између 1. јануара и 29. априла 2024. године.

### 2. јун
Руски ПВО системи оборили су два авиона "миг 29" украјинског ратног ваздухопловства, саопштило је Министарство одбране Федерације.
Како се наводи, у протекла 24 сата уништено је 50 дронова, 23 ракетна система за вишеструко лансирање ХИМАРС-а америчке производње, две оперативно-тактичке ракете "точка-У", три француске вођене бомбе "хамер" и противбродску ракету "нептун".

### 3. јун
Горњи дом швајцарског парламента је одбио да одобри помоћ Украјини у износу од 5 милијарди швајцарских франака (5,12 милијарди евра) у оквиру финансијског пакета, уз образложење да се тим издвајањем крши план ограниченог задуживања те земље.
Са 28 гласова против и 15 за, посланици су одбили цео финансијски пакет вредан 15 милијарди швајцарских франака, који је укључивао и 10,1 милијарду франака додатних издвајања за потребе швајцарских оружаних снага.

### 4. јун
Украјинске ракетне снаге извеле су успешне ударе на трајектни прелаз на привремено окупираном Криму и нафтни терминал у Краснодарском крају у Русији, објавио је Генералштаб Оружаних снага Украјине.
"Ваздухопловство и ракетне снаге и артиљерија Одбрамбених снага Украјине погодиле су током протеклог дана пет подручја концентрације људства, четири противваздушна возила и једно артиљеријско возило, наводи се у поруци.

### 5. јун
Министарство одбране саопштило је да Украјинци у иностранству који су навршили 17 година морају да се врате у Украјину и да се пријаве за војну службу у територијалним центрима за регрутацију и социјалну заштиту.
"Млади људи који су напунили 17 година морају да се региструју за војску. Постоји такав услов. А то се односи и на оне који су у иностранству. Ако ови људи задрже украјинско држављанство и повежу своју будућност са нашом земљом, онда, очигледно, вреди то учинити", саопштио је портпарол Министарства одбране, потпоручник Дмитро Лазуткин. Раније су из Копнене војске Оружаних снага Украјине објаснили да ће позиви бити упућени 17-годишњацима који се нису пријавили за одслужење војног рока.
Француска ће отворити развојну агенцију у Украјини у буџету од 450 милиона евра, а истовремено ће покренути и фонд за кључне инфраструктурне пројекте у које ће уложити додатних 200 милиона евра, саопштио је кабинет председника Емануела Макрона.
Париз ће објавити два билатерална споразума за подстицање реконструкције током посете председника Украјине Володимира Зеленског Француској 6. и 7. јуна.

### 6. јун
Украјински дистрибутер електричне енергије "Укренерго" наредио је у току ноћи хитно искључење струје у 12 региона након што су прекорачена ограничења потрошње због сталних несташица електричне енергије. Искључења су ступила на снагу у регионима од Волиња до Лавова на северозападу, до Одесе на југу и Запорожја на истоку земље.
Украјински потрошачи су упозорени претходно да ограниче потрошњу након што су руски ваздушни удари последњих недеља нанели озбиљну штету производним капацитетима земље.
Француски председник Емануел Макрон најавио је да ће та земља послати Украјини борбене авионе "Мираж 2000" услед повећања француске директне војне подршке Kијеву.
"Сутра ћемо покренути нову сарадњу и објавити трансфер 'Мираж 2000', који помажу Украјини да заштити своје небо“, рекао је Макрон током интервјуа у Kану, који се поклопио са почетком званичне посете украјинског председника Володимира Зеленског Француској. Макрон је, такође, рекао да ће украјински војници похађати обуку у Француској у трајању од пет до шест месеци почевши од овог лета, са циљем да се обучи 4.500 војника.

### 7. јун
Сједињене Америчке Државе издвајају Украјини нови пакет помоћи од 225 милиона долара, који ће ићи, посебно, на обнову електроенергетских мрежа, изјавио је председник Џозеф Бајден током састанка са председником Украјине Володимиром Зеленским.

### 8. јун
Премијер Украјине Денис Шмигаљ изјавио је да тренутно ради само 27 одсто украјинских термоелектрана. "Ситуација у енергетском сектору је веома тешка, то је очигледно. Русија је уништила 50 одсто наших капацитета за производњу струје", рекао је Шмигаљ.
Уништена су 42 енергетска блока. Шмигаљ је навео да је 27 одсто великих термоелектрана у функцији, а 73 одсто је уништено или оштећено тако да тренутно не раде.
Нагласио је да Украјина ради на обнови како би пре грејне сезоне покренула што више капацитета за производњу електричне енергије, као и на повећању увоза струје из ЕУ.
Русија је гранатирала најмање 15 насеља у Херсонској области у последња 24 сата, саопштиле су локалне украјинске власти.
"Између осталог, погођен је солитер у Херсону, као и индустријски комплекс у том граду", каже Олександар Прокудин, начелник Војне управе у Херсону. Повређена је једна особа.

### 9. јун
Укупан број непријатељских напада на борбеној линији од почетка дана достигао је 51, руска војска наставља да буде најактивнија на правцу Покровског, саопштио је Генералштаб Оружаних снага Украјине.
У правцу Покровског, украјински браниоци одбијају нападе Руске Федерације у областима Јаснобородивка, Карливка, Новоолександривка и Новопокровски. Укупно, на овом делу фронта, број покушаја руске војске да побољша своје положаје достигао је 20.

### 10. јун
Руска војска је гранатирала Никопољ и Миривску заједницу Дњепропетровске области известио је начелник Дњепропетровске регионалне војне управе Сергиј Лисак. Истиче да су оштећени су гасоводи и далеководи.
Лисак такође наводи да су руске трупе синоћ два пута погодиле Никопољски округ артиљеријом на општину Марганец и заједницу Покровск дроном-камиказом.

### 11. јун
Министар спољних послова Италије Антонио Тајани најавио је нови пакет помоћи за Украјину у износу од 140 милиона евра за инфраструктуру, здравство и пољопривреду. "То је најновија одлука Владе, а ту је и 45 милиона за реконструкцију у Одеси. Данас ћемо потписати меморандум за сарадњу у тој области. За Италију је важно да подржи реконструкцију катедрале (у Одеси)", саопштио је Тајани на конференцији за реконструкцију Украјине у Берлину.
Истакао је да је Италија земља са добром економијом и приватним сектором и да због тога жели да инвестира у Украјини.

### 12. јун
Руска војска је ударом ракетног система "искандер" погодила дивизију противваздушног ракетног система С-300 Оружаних снага Украјине у региону Полтаве, саопштило је у среду руско Министарство одбране.
Према информацијама из војске, потврђено је уништење два лансера, две радарске станице и борбене контролне кабине.

### 13. јун
Британски премијер Риши Сунак, на самиту Г7 у Италији, објавиће да ће Лондон послати 309,69 милиона долара помоћи Украјини, саопштено је из његове канцеларије. "Морамо бити одлучни и креативни у нашим напорима да подржимо Украјину и окончамо Путинов рат у овом критичном тренутку", рекао је Сунак уочи самита.
Канадски министар одбране Бил Блер изјавио је да та земља ускоро планира да пошаље Украјини око 2.000 ненаоружаних ракета које су вишак, као и друго оружје. Канадски стручњаци последњих неколико месеци су проверавали да ли је коришћење тих ракета које немају бојеве главе безбедно, навео је Блер у саопштењу. Истовремено, Блерова портпаролка написала је путем имејла да Канада планира да пошаље и бојеве главе, али није навела детаље.
Канада ће, такође, послати и 29 даљински контролисаних оружаних станица немачке производње које се могу прикључити на разна оклопна возила, као и 130.000 комада муниције.
Отава је Кијеву од почетка рата послала више од 10,2 милијарде долара помоћи, од чега четири милијарде долара као војну помоћ.

### 14. јун
Снаге руске ПВО обориле су 87 украјинских дронова изнад шест области Русије, од којих 70 изнад Ростовске области, саопштилo je Министарствo одбране Русије. Изнад Курске и Вороњешке области уништено је по шест дронова, по два изнад Белгородске и Курске, а један дрон је уништен изнад Крима.
Услед пада делова оборених дронова у региону Вороњежа, причињена је мања штета на складишту за нафту које се не користи, објавио је губернатор Александар Гусев.
Немачка је предала Украјини још један велики пакет војне помоћи, који укључује млазне системе ХИМАРС, опрему противваздухопловне одбране и тенкове.

### 15. јун
Потпредседница Сједињених Америчких Држава Камала Харис најавила је више од 1,5 милијарди долара помоћи енергетском и хуманитарном сектору у Украјини у току рата са Русијом.
Из канцеларије Харис, која учествује на мировном самиту о Украјини у Луцерну, у Швајцарској, саопштено је да ова помоћ укључује 500 милиона долара за енергетику и преусмеравање 324 милиона долара раније најављених средстава за хитну поправку енергетске инфраструктуре и друге потребе у Украјини.
Харис је такође најавила више од 379 милиона долара хуманитарне помоћи Стејт департмента и Америчке агенције за помоћ избеглицама и другима погођеним ратом. Новац је намењен за помоћ у виду здравствених услуга, склоништа и обезбеђивања водоснабдевања, санитарних и хигијенских услуга за милионе Украјинаца.

### 16. јун
Руске трупе су осам пута гранатирале пограничне заједнице Сумске области, а забележено је 27 експлозија, саопштила је Сумска обласна војна управа.
"Руси су током ноћи и ујутру извели осам гранатирања пограничних територија и насеља Сумске области. Забележено је 27 експлозија", наводи се.

### 17. јун
Више од 55.000 потрошача остало је без струје након што су у руском нападу оштећени далеководи у региону Полтаве, саопштио је регионални начелник. Према његовим речима, у руском нападу је повређено девет особа.

### 18. јун
Пољопривредни сектор Украјине претрпео је директне губитке од више од 10 милијарди долара за две године од почетка руске инвазије великих размера, па је веома важно да се обнови како би се обезбедила стабилност светских тржишта хране, изјавио је данас вршилац дужности министра аграрне политике и хране Украјине Тарас Висоцки.
"Због руске агресије украјински фармери су претрпели значајне губитке. Од уништења пољопривредне механизације за укупно 5,8 милијарди долара до губитка и уништења сточних фарми за више од 250 милиона долара. А међународне цене хране у 2022. порасле су за око 35 одсто", навео је он на конференцији.
Генералштаб Оружаних снага Украјине саопштио је да су се током дана водила 86 борбена окршаја, наводећи да се после дужег времена руска армија активирала на правцу Торецка у Доњецкој области и отпочела пет напада одједном.

### 19. јун
Оружане снаге Украјине извеле су удар дроновима на Енергодар, град у близини нуклеарне електране Запорожје.
"Енергодар је остао без струје након напада Оружаних снага Украјине", саопштила је градска управа. Напомиње се да је узрок ванредног нестанка струје удар дроном у трафостаницу Луч.

### 20. јун
Руски напади на енергетску инфраструктуру, изведени током ноћи, прекинули су снабдевање струјом за више од 218.000 потрошача широм Украјине, саопштило је украјинско Министарство енергетике.
Снабдевање струјом је обновљено за већину потрошача, објашњава Министарство енергетике.

### 21. јун
У нападу дроновима на рафинерију и неколико објеката у Краснодарској области Русије повређено је неколико особа. Беспилотна летелица пала је на рафинерију нафте Илски након чега је избио пожар, а две особе су повређене, саопштио је јутрос регионални оперативни штаб.
"Јутрос око 4.00, служба ЕДДС Северског округа добила је информацију о паду УАВ на територији Рафинерије нафте Илски“, наводи се у објави. Из Оперативног штаба су додали да су оштећени комунални објекти. Пожар на површини од 50 квадратних метара је у међувремену угашен.

### 22. јун
Председник Украјине Володимир Зеленски изјавио је да Украјина чини све како би у потпуности одговорила на руске нападе, напомињући да је Русија само од почетка јуна употребила више од 2.400 вођених авио-бомби против Украјине.
"Четири контролисане ваздушне бомбе погодиле су град. Једна од бомби уништила је стамбену зграду у централном делу града, поред аутобуске станице. Три особе у Харкову су погинуле, а 40 повређено у данашњим нападима", рекао је Зеленски.

### 23. јун
Русија је током ноћи лансирала три ракете на Украјину, а две су уништили ПВО системи изнад Кијевске области, саопштио је командант Ваздухопловства Украјине Никола Олешчук. Он није навео шта се догодило са трећом ракетом.

### 24. јун
Најмање три особе су повређене у руском нападу на Одесу, град на југу Украјине, саопштио је регионални начелник Олег Кипер.

### 25. јун
Од почетка дана је дошло до 110 борбених окршаја са руским трупама на фронту, а највише око Покровска, саопштио је Генералштаб Оружаних снага Украјине. "Украјински браниоци обуздавају налет руских окупационих снага и наносе значајне губитке непријатељу", наводи се у објави Генералштаба.
Истичу да Русија појачава темпо офанзивних дејстава.
Русија и Украјина размениле по 90 ратних заробљеника, саопштило је руско министарство одбране. Министарство је саопштило да су руски затвореници могли да се врате кући уз помоћ Уједињених Арапских Емирата који су деловали као посредници.
Ослобођени руски заробљеници пребачени су у Москву, где ће бити подвргнути лекарским прегледима, саопштило је министарство.

### 26. јун
Начелник Одеске области Олех Кипер рекао је да је у руском ракетном нападу на град Одеса оштећена управна зграда у индустријском сектору. Навео је да у овом нападу жртава није било.
Одеса је често мета руских снага, а Москва поручује да не циља цивилну инфраструктуру.

### 27. јун
Министарство одбране Русије саопштило је да је војска погодила аеродроме на којима украјинске оружане снаге желе да стационирају западне авионе.
"Такође, руска противваздушна одбрана оборила је два авиона украјинског ратног ваздухопловства, 62 беспилотне летелице, четири противваздушне вођене ракете 'патриот' и две ракете 'ХИМАРС'", пише у саопштењу руског Министарства одбране.
Украјина је добила 1,9 милијарди евра безусловне финансијске помоћи од Европске уније што доприноси одржавању макроекономске стабилности и финансирању приоритетних буџетских потреба, саопштило је украјинско Министарство финансија.

### 28. јун
Финска је објавила свој 24. пакет војне помоћи Украјини, који се састоји од одбрамбеног материјала у вредности од око 159 милиона евра (170 милиона долара).
Укупан износ војне помоћи коју је Финска пружила Украјини сада износи 2,2 милијарде евра (2,3 милијарде долара), саопштило је финско Министарство одбране. Министарство је саопштило да се из безбедносних разлога не може прецизирати конкретан садржај пакета помоћи и време његове испоруке.
Снаге ПВО пресреле су током ноћи и уништиле 25 дронова Оружаних снага Украјине у преко пет региона Русије, саопштило је руско Министарство одбране.
Напомиње се да је 12 беспилотних летелица оборено изнад територије Брјанске области, девет дронова је уништено у Смоленској области, један у Вороњешкој, два у Курској области.
Још један украјински дрон пресретнут је изнад Ростовске области. Пожар је избио на складишту горива у Тамбовској области у централној Русији због напада дроном, рекао је регионални гувернер Максим Јегоров.

### 29. јун
САД ће послати Украјини оружје и муницију у вредности од 150 милиона долара, укључујући пресретаче противваздушне одбране "хок" (HAWК) и артиљеријску муницију калибра 155 милиметара.
САД су почеле да испоручују ракете пресретаче "хок" Украјини 2022. године као надоградњу ручних ракетних система "стингер". Поред пресретача "хок" и артиљеријске муниције од 155 милиметара, пакет укључује и другу муницију и опрему за подршку одбрамбеним потребама Украјине, додали су извори.
Вашингтон је Кијеву од 2022. године обезбедио више од 50 милијарди долара војне помоћи.

### 30. јун
Руске снаге заузеле су села Спирне и Новоолександровка у источној украјинској области Доњецка, саопштило је руско Министарство одбране.
Руски противваздушни одбрамбени системи уништили су 36 дронова које је Украјина лансирала преко ноћи на неколико региона на југозападу Русије, саопштило је тамошње Министарство одбране.
Петнаест беспилотних летелица уништено је изнад Курске области која се граничи са Украјином и девет изнад Липецке области, неколико стотина километара јужно од Москве, саопштило је Министарство одбране.